# Michael Nyqvist
Rolf Åke Mikael Nyqvist (AFI: [roːɭf ˈǒːkɛ ˈmiːkaːˌel ˈnŷːkvɪst]), meglio noto come Michael Nyqvist (Stoccolma, 8 novembre 1960 – Stoccolma, 27 giugno 2017) è stato un attore svedese.
Ha raggiunto la fama internazionale per aver interpretato nel 2009 il personaggio di Mikael Blomkvist nella trilogia cinematografica Millennium e, nel 2010, nell'omonima miniserie TV, entrambe tratte dai romanzi di Stieg Larsson.

## Biografia

### L'infanzia e la famiglia
Nyqvist nasce a Stoccolma nel 1960, ma viene subito lasciato alle cure d'un orfanotrofio dalla madre. Il padre biologico è un farmacista italiano originario di Firenze, che non sapeva della nascita del figlio, avuto infatti da una relazione passeggera con una ragazza svedese. È una famiglia di Malmö ad adottarlo quando non aveva ancora compiuto un anno di vita. I suoi genitori adottivi — il padre avvocato, la madre scrittrice — gli tengono nascoste le sue vere origini fino all'età di 6 anni, durante una vacanza in Italia. Solo a 30 anni, quando avrà avuto la sua prima figlia, Michael si metterà sulle tracce dei genitori biologici, ritrovando, dopo quasi sei anni di ricerca, la madre, mentre ritrova il padre all'età di 38 anni.

### Studi giovanili
Molto prima di cimentarsi nella recitazione, Michael era giocatore di hockey, ma un brutto infortunio lo costringe a ritirarsi precocemente. A 17 anni si trasferisce come studente a Omaha, nel Nebraska, dove rimane per un anno. E proprio qui matura la passione per il teatro, prendendo le prime lezioni di recitazione e partecipando ai primi ruoli. Tornato in Svezia, si iscrive in una scuola di ballo, che tuttavia abbandona presto non sentendosi portato. A 19 anni viene accettato alla Swedish Academic School of Drama di Malmö, perseguendo il desiderio di diventare attore, per poi lavorare in piccoli lavori teatrali e quindi nel cinema e nella televisione.

### Carriera televisiva
Negli anni ottanta e novanta le apparizioni di Nyqvist sono tutte in televisione. Nel 1982 arriva il primo ruolo nel film TV Kamraterna, di Bodil Mamsten. Nel 1994 compare nella miniserie Döda danskar räknas inte, e nel 1997 partecipa alla serie TV Beck nel ruolo dell'agente di polizia Banck.
In seguito, i lavori in TV si riducono, per dare spazio a ben più consistenti apparizioni cinematografiche. Negli anni duemila lavora a due serie TV, Om Stig Petrés hemlighet (2004) e Nattsøsteren (2007). Nel 2010 è protagonista dei sei episodi della serie televisiva Millennium, ispirata alla famosa trilogia cinematografica da lui stesso interpretata. Nel 2013 interpreta White Vincent nella serie Zero Hour, ideata da Paul Scheuring.

### Carriera cinematografica

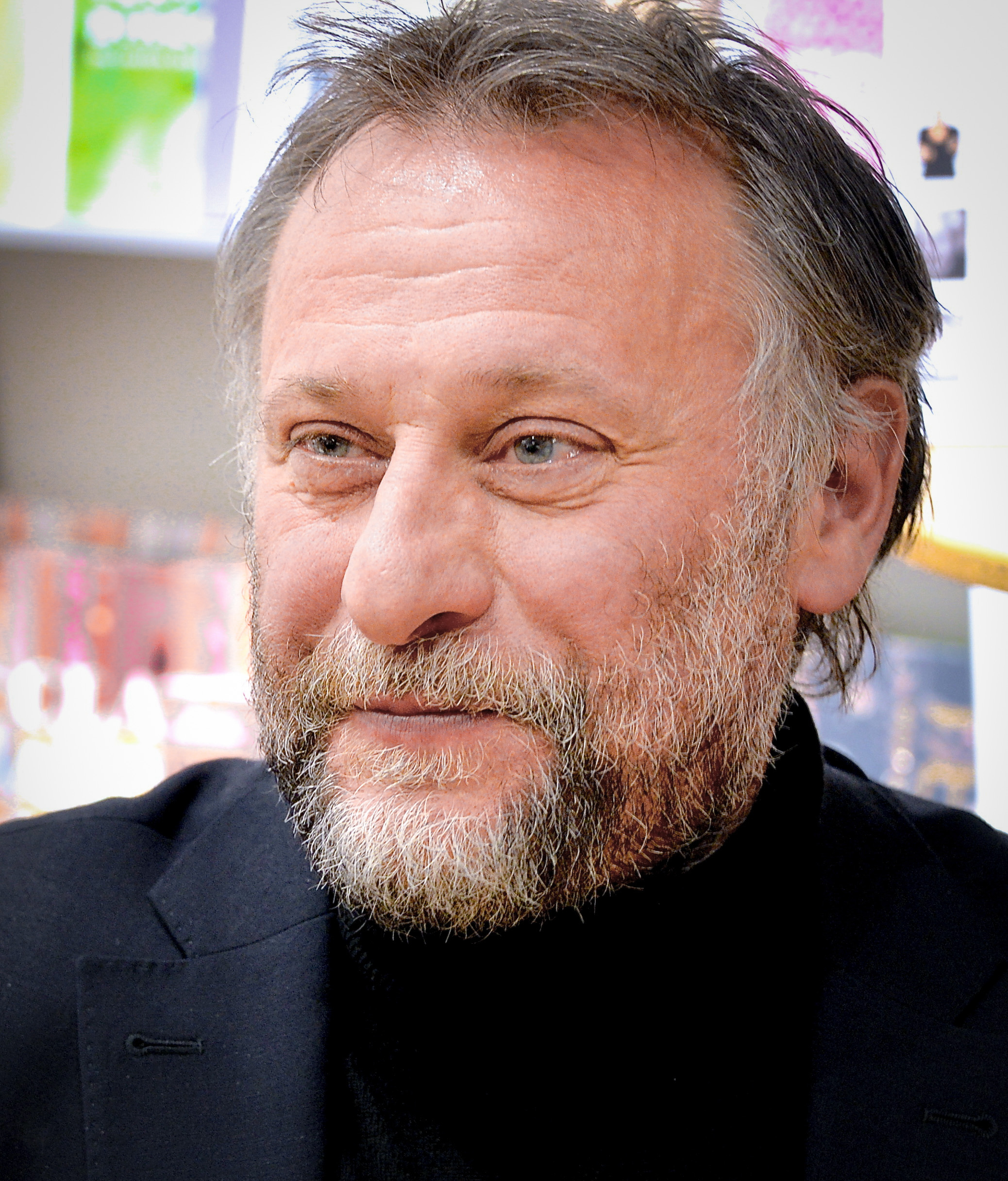
Michael Nyqvist nel 2013

La prima esperienza di Nyqvist nel cinema risale al 1987 con la pellicola Jim & piraterna Blom di Hans Alfredson, in cui recita al fianco di Stellan Skarsgård. Nel 1999 recita nel film Breaking out del regista svedese Daniel Lind Lagerlöf, morto tra l'altro prematuramente nel 2011. Ma il grande esordio nel cinema europeo avviene nel 2000 con il film Together diretto da Lukas Moodysson, in cui interpreta Rolf, l'alcolizzato e violento marito di Elisabeth, interpretata invece da Lisa Lindgren. Questo ruolo vale a Nyqvist la prima nomination al Guldbagge Award come miglior attore co-protagonista e una vittoria al Gijón International Film Festival nella categoria miglior attore.
Dopo questo ragguardevole successo le comparse dell'attore in ambito cinematografico si moltiplicano. Nel 2002 è protagonista al fianco di Elisabeth Carlsson della commedia romantica The Guy in the Grave Next Door diretta da Kjell Sundvall e tratta dall'omonimo romanzo di Katarina Mazetti, interpretazione che gli consente di vincere il Guldbagge Award come miglior attore. Nel 2004 recita in As it is in Heaven, di Kay Pollak, candidato all'Oscar al miglior film straniero, che gli vale un'altra nomination al Guldbagge Award come miglior attore. 
Nel 2006 è ancora candidato al Guldbagge Award, questa volta come miglior attore co-protagonista per il film Due madri per Eero (in inglese Mother of Mine) di produzione finlandese e svedese. Lo stesso anno è protagonista del film Suddenly di Johan Brisinger e l'anno dopo di una grande produzione, The Black Pimpernel, diretto da Åsa Faringer e Ulf Hultberg, in cui interpreta l'ambasciatore svedese Harald Edelstam in Cile che si occupa della difesa dei civili innocenti dalle esecuzioni durante la guerra del 1973. Nel 2007 compare in Arn - L'ultimo cavaliere, diretto da Peter Flinth, con cui Nyqvist ha lavorato anche nel thriller Wallander - Mastermind (2005), incentrato sulle vicende del commissario svedese Kurt Wallander, creato dallo scrittore Henning Mankell.
Nel 2009 arriva all'apice del successo con l'interpretazione di Mikael Blomkvist nella trilogia svedese Millennium, composta da Uomini che odiano le donne, La ragazza che giocava con il fuoco e La regina dei castelli di carta, tutti ispirati agli omonimi romanzi di Stieg Larsson.
Sull'onda del successo accumulato, allo stesso modo di Noomi Rapace, altra protagonista della trilogia Millennium nei panni della hacker Lisbeth Salander, Nyqvist viene chiamato a recitare in grosse produzioni hollywoodiane, come nel caso di Mission: Impossible - Protocollo fantasma quarto capitolo della serie Mission: Impossible. Nel 2011 fa la parte del potente sicario russo Nikola Kozlov in Abduction - Riprenditi la tua vita, al fianco di Taylor Lautner, Alfred Molina e Sigourney Weaver. Ma il film non viene accolto con giudizi positivi dalla critica. Nel 2012 partecipa al thriller informatico Disconnect, e nel 2013 al fantascientifico Europa Report. Nel 2014 veste i panni di Viggo Tarasov, principale Boss della città in John Wick.

### Morte
Nyqvist è morto il 27 giugno 2017, a 56 anni, per un cancro ai polmoni.

## Filmografia parziale

### Cinema
- Jim & piraterna Blom, regia di Hans Alfredson (1987)
- Jerusalem, regia di Bille August (1996)
- Sånt är livet, regia di Colin Nutley (1996)
- Tic Tac, regia di Daniel Alfredson (1997)
- Veranda för en tenor, regia di Lisa Ohlin (1998)
- Breaking Out (Vägen ut) regia di Daniel Lind Lagerlöf (1999)
- Together (Tillsammans), regia di Lukas Moodysson (2000)
- Hjärta av sten, regia di Martin Munthe (2000)
- Hans och hennes, regia di Daniel Lind Lagerlöf (2001)
- Hem ljuva hem, regia di Dan Ying (2001)
- Grabben i graven bredvid, regia di Kjell Sundvall (2002)
- Bäst i Sverige!, regia di Ulf Malmros (2002)
- Smala Sussie, regia di Ulf Malmros (2003)
- Detaljer, regia di Kristian Petri (2003)
- London Voodoo, regia di Robert Pratten (2004)
- Dag och natt, regia di Simon Staho (2004)
- As It Is in Heaven (Så som i himmelen), regia di Kay Pollak (2004)
- Naboer, regia di Pål Sletaune (2005)
- Due madri per Eero (Äideistä parhain), regia di Klaus Härö (2005)
- Bang Bang Orangutang, regia di Simon Staho (2005)
- Sök, regia di Maria von Heland (2006)
- Underbara älskade, regia di Johan Brisinger (2006)
- The Black Pimpernel, regia di Åsa Faringer e Ulf Hultberg (2007)
- Arn - L'ultimo cavaliere, regia di Peter Flinth (2007)
- Kautokeino-opprøret, regia di Nils Gaup (2008)
- Downloading Nancy, regia di Johan Renck (2008)
- Iskariot, regia di Miko Lazic (2008)
- Uomini che odiano le donne (Män som hatar kvinnor), regia di Niels Arden Oplev (2009)
- La ragazza che giocava con il fuoco (Flickan som lekte med elden), regia di Daniel Alfredson (2009)
- Bröllopsfotografen, regia di Ulf Malmros (2009)
- La regina dei castelli di carta (Luftslottet som sprängdes), regia di Daniel Alfredson (2009)
- Kvinden der drømte om en mand, regia di Per Fly (2010)
- Änglavakt, regia di Johan Brisinger (2010)
- Abduction - Riprenditi la tua vita (Abduction), regia di John Singleton (2011)
- Mission: Impossible - Protocollo fantasma (Mission: Impossible - Ghost Protocol), regia di Brad Bird (2011)
- Disconnect, regia di Henry Alex Rubin (2012)
- Europa Report, regia di Sebastián Cordero (2013)
- The Girl from Nagasaki, regia di Michel Comte e Ayako Yoshida (2013)
- Days and Nights, regia di Christian Camargo (2014)
- La ritournelle, regia di Marc Fitoussi (2014)
- Min så kallade pappa, regia di Ulf Malmros (2014)
- John Wick, regia di Chad Stahelski (2014)
- The Girl King, regia di Mika Kaurismäki (2015)
- Colonia, regia di Florian Gallenberger (2015)
- The Girl in the Book, regia di Marya Cohn (2015)
- Frank & Lola, regia di Matthew Ross (2016)
- Den allvarsamma leken, regia di Pernilla August (2016)
- I.T. - Una mente pericolosa (I.T.), regia di John Moore (2016)
- Du forsvinder, regia di Peter Schønau Fog (2017)
- Hunter Killer - Caccia negli abissi (Hunter Killer), regia di Donovan Marsh (2018) - postumo
- Kursk, regia di Thomas Vinterberg (2018) - postumo
- La vita nascosta - Hidden Life (A Hidden Life), regia di Terrence Malick (2019) - postumo

### Televisione
- Kamraterna – film TV (1982)
- Pass – film TV (1990)
- Kvällspressen – serie TV, 1 episodio (1992)
- Döda danskar räknas inte – miniserie TV (1994)
- Anmäld försvunnen – serie TV, 1 episodio (1995)
- Zonen – miniserie TV (1996)
- Emma åklagare – serie TV, 1 episodio (1997)
- Beck – serie TV, 7 episodi (1997-1998)
- OP7 – serie TV, 1 episodio (1998)
- S:t Mikael: Traumaenheten – serie TV, 2 episodi (1998)
- Personkrets 3:1 – film TV (1998)
- På sista versen – film TV (1999)
- En dag i taget – serie TV, 1 episodio (1999)
- Judith – miniserie TV (2000)
- Brott§våg – serie TV, 1 episodio (2000)
- Bekännelsen – film TV (2001)
- Skuggpojkarna – film TV (2001)
- Reuter & Skoog – serie TV, 2 episodi (2001)
- Den 5:e kvinnan – miniserie TV (2002)
- Olivia Twist – miniserie TV (2002)
- Veddemålet – miniserie TV (2004)
- ABBA: Our Last Video Ever – cortometraggio TV (2004)
- Om Stig Petrés hemlighet – miniserie TV (2004)
- Skattejakten – serie TV, 1 episodio (2005)
- Wallander – serie TV, 1 episodio (2005)
- Nattsøsteren – miniserie TV (2007)
- Kennedys Hirn – film TV (2010)
- Arn – miniserie TV (2010)
- Millennium – miniserie TV (2010)
- Der Chinese – film TV (2011)
- Zero Hour – serie TV, 13 episodi (2013)
- The Hundred Code – serie TV, 12 episodi (2015)
- Madiba – miniserie TV (2017)

## Riconoscimenti
- Guldbagge
  - 2001 - Candidatura a miglior attore non protagonista per Together
  - 2003 - Miglior attore per Grabben i graven bredvid
  - 2005 - Candidatura a miglior attore per As It Is in Heaven
  - 2006 - Candidatura a miglior attore non protagonista per Due madri per Eero

## Doppiatori italiani
Nelle versioni in italiano dei suoi film, è stato doppiato da:
- Francesco Prando in Uomini che odiano le donne, La ragazza che giocava con il fuoco, La regina dei castelli di carta, Millennium, I.T. - Una mente pericolosa, The Girl in the Book
- Luca Biagini in Mission: Impossible - Protocollo fantasma, Disconnect
- Saverio Indrio in Abduction - Riprenditi la tua vita, John Wick
- Fabrizio Temperini in Breaking Out, Hunter Killer - Caccia negli abissi
- Stefano Benassi in Zero Hour
- Paolo Buglioni in 100 Code
- Rodolfo Bianchi in Colonia
- Gianni Giuliano in Frank & Lola